# Ožkabaliai I
Ožkabaliai I – wieś na Litwie, w okręgu mariampolskim, w rejonie wyłkowyskim, w gminie Bartniki. W 2011 roku liczyła 44 mieszkańców.
W 1851 roku we wsi urodził się Jonas Basanavičius.